# Cameroun aux Jeux olympiques d'été de 1996
 (juin 2023).
Si vous disposez d'ouvrages ou d'articles de référence ou si vous connaissez des sites web de qualité traitant du thème abordé ici, merci de compléter l'article en donnant les références utiles à sa vérifiabilité et en les liant à la section « Notes et références ».
Le Cameroun participe aux Jeux olympiques d'été de 1996 à Atlanta. Il s'agit de sa 9e participation à des Jeux d'été. Aucun des 15 sportifs ne décroche de médaille.

## Athlétisme
Hommes
Courses
| Athlète                                                                     | Épreuve   | Séries   | Séries | Quarts de finale | Quarts de finale | Demi-finales | Demi-finales | Finale   | Finale |
| Athlète                                                                     | Épreuve   | Résultat | Rang   | Résultat         | Rang             | Résultat     | Rang         | Résultat | Rang   |
| --------------------------------------------------------------------------- | --------- | -------- | ------ | ---------------- | ---------------- | ------------ | ------------ | -------- | ------ |
| Benjamin Sirimou                                                            | 100 m     | 10 s 58  | 5e     | NC               | NC               | NC           | NC           | NC       | NC     |
| Benjamin Sirimou                                                            | 200 m     | 21 s 00  | 5e     | NC               | NC               | NC           | NC           | NC       | NC     |
| Alfred Moussambani Benjamin Sirimou Aimé-Issa Nthépé Claude Toukéné-Guébogo | 4 × 100 m | NC       | NC     | 39 s 81          | 5e               | NC           | NC           | NC       | NC     |

Femmes
Courses
| Athlète                                                                      | Épreuve   | Séries   | Séries | Quarts de finale | Quarts de finale | Demi-finales | Demi-finales | Finale   | Finale |
| Athlète                                                                      | Épreuve   | Résultat | Rang   | Résultat         | Rang             | Résultat     | Rang         | Résultat | Rang   |
| ---------------------------------------------------------------------------- | --------- | -------- | ------ | ---------------- | ---------------- | ------------ | ------------ | -------- | ------ |
| Myriam Léonie Mani                                                           | 100 m     | 11 s 76  | 7e     | NC               | NC               | NC           | NC           | NC       | NC     |
| Georgette Nkoma                                                              | 200 m     | 23 s 68  | 7e     | NC               | NC               | NC           | NC           | NC       | NC     |
| Myriam Léonie Mani Georgette Nkoma Edwige Abéna Fouda Sylvie Mballa Eloundou | 4 × 100 m | NC       | NC     | NC               | NC               | DNF          | -            | NC       | NC     |

## Boxe
| Athlète              | Compétition       | 1/16 de finale         | 1/8 de finale        | Quarts de finale    | Demi-finales        | Finale              |
| Athlète              | Compétition       | Adversaire Résultat    | Adversaire Résultat  | Adversaire Résultat | Adversaire Résultat | Adversaire Résultat |
| -------------------- | ----------------- | ---------------------- | -------------------- | ------------------- | ------------------- | ------------------- |
| Elvis Konamegui      | Plume (-57 kg)    | Artur Gevorgyan 3 - 10 | –                    | –                   | –                   | –                   |
| Ernest Atangana Mboa | Welter (-67 kg)   | Daniel Santos          | –                    | –                   | –                   | –                   |
| Bertrand Tetsia      | Moyen (-75 kg)    | Lim Chul Moon 12 - 2   | Brian Magee 6 - 11   | –                   | –                   | –                   |
| Paul Mbongo          | Mi-lourd (-81 kg) | Peter Odhlembo 15 - 6  | Troy Amos Ross 3 - 7 | –                   | –                   | –                   |

## Judo
Serge Biwole Abolo est le seul judoka camerounais présent aux Jeux d'Atlanta. Il remporte son premier combat face au Mauricien Jean-Claude Raphael puis s'incline en 8e de finale face au coréen Jeon Ki-young qui remportera la compétition. En repêchage, il est battu par le néerlandais Mark Huizinga qui décrochera la médaille de bronze.
| Athlète            | Compétition    | 1/32 de finale      | 1/16 de finale      | 1/8 de finale       | Quarts de finale    | Demi-finales        | Finale              |
| Athlète            | Compétition    | Adversaire Résultat | Adversaire Résultat | Adversaire Résultat | Adversaire Résultat | Adversaire Résultat | Adversaire Résultat |
| ------------------ | -------------- | ------------------- | ------------------- | ------------------- | ------------------- | ------------------- | ------------------- |
| Serge Biwole Abolo | Moyen (-86 kg) | -                   | Jean-Claude Raphael | Jeon Ki-young       | –                   | –                   | –                   |

## Haltérophilie
Samson Ndicka Matam est le seul représentant camerounais en haltérophilie. Il termine 25e de l'épreuve des -64 kg.
| Athlète | Compétition         | Arraché  | Arraché | Épaulé-jeté | Épaulé-jeté | Total | Rang |
| Athlète | Compétition         | Résultat | Rang    | Résultat    | Rang        | Total | Rang |
| ------- | ------------------- | -------- | ------- | ----------- | ----------- | ----- | ---- |
| -64 kg  | Samson Ndicka Matam | 125      | 19e     | 155         | 22e         | 280   | 25e  |

## Lutte
Anthony Avon Blume (-74 kg) participe aux épreuves de lutte libre. Il perd son premier combat face au bulgare Plamen Paskavel 10-0. En repêchage, il perd à nouveau face au canadien Davis Hohl 10-0.